# Batuco (Santiago)
Pour les articles homonymes, voir Batuco.
Batuco est une localité du Chili située dans la commune de Lampa dans la région métropolitaine de Santiago.

## Personnalité liée à la commune
- Alejandra González Pino (1968-2022), femme politique trans chilienne

## Annexe